# Test MotoGP 2025
Questa voce raccoglie un approfondimento sui test effettuati nell'ambito del campionato 2025 di MotoGP.

## Calendario
Due giorni dopo il Gran Premio motociclistico della Solidarietà 2024 del 17 novembre, la MotoGP ha effettuato il suo primo test per la stagione 2025 nella giornata di martedì 19 novembre, sempre al Circuito di Barcellona-Catalogna.
Dal 31 gennaio al 2 febbraio si sono svolti i test Shakedown al Circuito di Sepang, nei quali corrono solamente i piloti collaudatori, i Rookie nuovi alla categoria ed i piloti ufficiali dei team che rientrano nella Fascia D della nuove concessioni introdotte lo scorso novembre. Dal 5 al 7 febbraio si svolgeranno i test ufficiali di Sepang. Il 12 e 13 febbraio sono state disputate, inoltre, due giornate di test al Circuito internazionale di Buriram, sede del primo appuntamento stagionale.

### Barcellona, (novembre 2024)
- Montmeló, Circuito di Barcellona-Catalogna, 19 novembre 2024.

### Sepang (Shakedown), (gennaio-febbraio 2025)
- Sepang, Circuito di Sepang, 31 gennaio-2 febbraio 2025.

### Sepang, (febbraio 2025)
- Sepang, Circuito di Sepang, 5-7 febbraio 2025.

### Buriram, (febbraio 2025)
- Buriram, Circuito internazionale di Buriram, 12-13 febbraio 2025.

## Test di Barcellona

### Formazione piloti
| Team          | 19 novembre       |
| ------------- | ----------------- |
| Ducati        | Francesco Bagnaia |
| Ducati        | Marc Márquez      |
| Pramac Racing | Jack Miller       |
| Pramac Racing | Miguel Oliveira   |
| Gresini       | Álex Márquez      |
| Gresini       | Fermín Aldeguer   |
| VR46 Racing   | Franco Morbidelli |
| VR46 Racing   | Michele Pirro     |
| Aprilia       | Jorge Martín      |
| Aprilia       | Marco Bezzecchi   |
| Aprilia       | Lorenzo Savadori  |
| KTM           | Brad Binder       |
| KTM           | Pedro Acosta      |
| Tech 3        | Maverick Viñales  |
| Tech 3        | Enea Bastianini   |
| Yamaha        | Fabio Quartararo  |
| Yamaha        | Álex Rins         |
| Trackhouse    | Raúl Fernández    |
| Trackhouse    | Ai Ogura          |
| LCR Honda     | Johann Zarco      |
| LCR Honda     | Somkiat Chantra   |
| Honda         | Luca Marini       |
| Honda         | Joan Mir          |
| Honda         | Aleix Espargaró   |

### Resoconto
- Meteo: Sereno

#### Risultati[5]
| Pos | Pilota            | Nº | Squadra                      | Tempo    | Gap    | Giri |
| --- | ----------------- | -- | ---------------------------- | -------- | ------ | ---- |
| 1   | Álex Márquez      | 73 | Gresini Racing               | 1'38.803 |        | 61   |
| 2   | Fabio Quartararo  | 20 | Monster Energy Yamaha        | 1'39.199 | +0.396 | 75   |
| 3   | Francesco Bagnaia | 63 | Ducati Lenovo Team           | 1'39.398 | +0.595 | 58   |
| 4   | Marc Márquez      | 93 | Ducati Lenovo Team           | 1'39.454 | +0.651 | 49   |
| 5   | Raúl Fernández    | 25 | Trackhouse Racing            | 1'39.471 | +0.668 | 82   |
| 6   | Brad Binder       | 33 | Red Bull KTM Factory Racing  | 1'39.508 | +0.705 | 62   |
| 7   | Franco Morbidelli | 21 | Pertamina Enduro VR46 Racing | 1'39.565 | +0.762 | 52   |
| 8   | Álex Rins         | 42 | Monster Energy Yamaha        | 1'39.568 | +0.765 | 60   |
| 9   | Pedro Acosta      | 37 | Red Bull KTM Factory Racing  | 1'39.571 | +0.768 | 72   |
| 10  | Johann Zarco      | 5  | CASTROL Honda LCR            | 1'39.616 | +0.813 | 65   |
| 11  | Jorge Martín      | 89 | Aprilia Racing               | 1'39.859 | +1.056 | 77   |
| 12  | Maverick Viñales  | 12 | Red Bull KTM Tech3           | 1'39.887 | +1.084 | 74   |
| 13  | Marco Bezzecchi   | 72 | Aprilia Racing               | 1'39.995 | +1.192 | 84   |
| 14  | Aleix Espargaró   | 41 | HRC Test Team                | 1'40.007 | +1.204 | 50   |
| 15  | Joan Mir          | 36 | Repsol Honda                 | 1'40.070 | +1.267 | 67   |
| 16  | Enea Bastianini   | 23 | Red Bull KTM Tech3           | 1'40.082 | +1.279 | 55   |
| 17  | Miguel Oliveira   | 88 | Prima Pramac Racing          | 1'40.138 | +1.335 | 60   |
| 18  | Luca Marini       | 10 | Repsol Honda                 | 1'40.232 | +1.429 | 57   |
| 19  | Michele Pirro     | 51 | Pertamina Enduro VR46 Racing | 1'40.486 | +1.683 | 69   |
| 20  | Fermín Aldeguer   | 54 | Gresini Racing               | 1'40.564 | +1.761 | 58   |
| 21  | Ai Ogura          | 79 | Trackhouse Racing            | 1'40.946 | +2.143 | 86   |
| 22  | Jack Miller       | 43 | Prima Pramac Racing          | 1'41.025 | +2.222 | 71   |
| 23  | Somkiat Chantra   | 35 | IDEMITSU Honda LCR           | 1'41.295 | +2.492 | 61   |
| 24  | Lorenzo Savadori  | 32 | Aprilia Racing               | 1'47.596 | +8.793 | 13   |

## Test di Sepang (Shakedown)

### Formazione piloti
| Team          | 31 gennaio        | 1º febbraio      | 2 febbraio        |
| ------------- | ----------------- | ---------------- | ----------------- |
| Ducati        | Michele Pirro     | Michele Pirro    | Michele Pirro     |
| Pramac Racing |                   | Jack Miller      | Jack Miller       |
| Pramac Racing |                   | Miguel Oliveira  | Miguel Oliveira   |
| Gresini       | Fermín Aldeguer   | Fermín Aldeguer  | Fermín Aldeguer   |
| Aprilia       | Lorenzo Savadori  | Lorenzo Savadori | Lorenzo Savadori  |
| KTM           | Dani Pedrosa      | Dani Pedrosa     | Dani Pedrosa      |
| KTM           | Pol Espargaró     | Pol Espargaró    | Pol Espargaró     |
| Yamaha        | Augusto Fernández | Andrea Dovizioso | Augusto Fernández |
| Yamaha        | Andrea Dovizioso  | Fabio Quartararo | Fabio Quartararo  |
| Yamaha        |                   | Álex Rins        | Álex Rins         |
| Trackhouse    | Ai Ogura          | Ai Ogura         | Ai Ogura          |
| Honda         | Takaaki Nakagami  | Takaaki Nakagami | Aleix Espargaró   |
| Honda         | Aleix Espargaró   |                  |                   |
| LCR Honda     |                   | Somkiat Chantra  | Somkiat Chantra   |

### Resoconto prima giornata
- Meteo: Sereno

#### Risultati[6]
| Pos | Pilota            | Nº | Squadra                     | Tempo    | Gap    |
| --- | ----------------- | -- | --------------------------- | -------- | ------ |
| 1   | Pol Espargaró     | 44 | Red Bull KTM Factory Racing | 1'59.691 |        |
| 2   | Ai Ogura          | 79 | Trackhouse Racing           | 1'59.862 | +0.171 |
| 3   | Takaaki Nakagami  | 30 | Honda HRC Castrol           | 1'59.888 | +0.197 |
| 4   | Dani Pedrosa      | 26 | Red Bull KTM Factory Racing | 1'59.926 | +0.235 |
| 5   | Fermín Aldeguer   | 54 | Gresini Racing              | 2'00.053 | +0.362 |
| 6   | Andrea Dovizioso  | 4  | Yamaha Factory Racing       | 2'00.881 | +1.190 |
| 7   | Augusto Fernández | 7  | Yamaha Factory Racing       | 2'01.207 | +1.516 |
| 8   | Michele Pirro     | 51 | Ducati Lenovo Team          | 2'01.383 | +1.692 |
| 9   | Lorenzo Savadori  | 32 | Aprilia Racing              | 2'02.782 | +3.091 |

### Resoconto seconda giornata
- Meteo: Sereno

#### Risultati[7]
| Pos | Pilota           | Nº | Squadra                     | Tempo    | Gap    |
| --- | ---------------- | -- | --------------------------- | -------- | ------ |
| 1   | Álex Rins        | 42 | Monster Energy Yamaha       | 1'58.745 |        |
| 2   | Pol Espargaró    | 44 | Red Bull KTM Factory Racing | 1'58.748 | +0.003 |
| 3   | Fabio Quartararo | 20 | Monster Energy Yamaha       | 1'58.812 | +0.067 |
| 4   | Ai Ogura         | 79 | Trackhouse Racing           | 1'58.914 | +0.169 |
| 5   | Fermín Aldeguer  | 54 | Gresini Racing              | 1'58.930 | +0.185 |
| 6   | Jack Miller      | 43 | Prima Pramac Racing Yamaha  | 1'59.152 | +0.407 |
| 7   | Dani Pedrosa     | 26 | Red Bull KTM Factory Racing | 1'59.425 | +0.680 |
| 8   | Aleix Espargaró  | 41 | Honda HRC Castrol           | 1'59.714 | +0.969 |
| 9   | Miguel Oliveira  | 88 | Prima Pramac Racing Yamaha  | 1'59.780 | +1.035 |
| 10  | Takaaki Nakagami | 30 | Honda HRC Castrol           | 1'59.879 | +1.134 |
| 11  | Michele Pirro    | 51 | Ducati Lenovo Team          | 2'00.168 | +1.423 |
| 12  | Andrea Dovizioso | 4  | Monster Energy Yamaha       | 2'00.351 | +1.606 |
| 13  | Lorenzo Savadori | 32 | Aprilia Racing              | 2'00.921 | +2.176 |
| 14  | Somkiat Chantra  | 35 | Idemitsu Honda LCR          | 2'01.028 | +2.283 |

### Resoconto terza giornata
- Meteo: Sereno

#### Risultati[8]
| Pos | Pilota            | Nº | Squadra                     | Tempo    | Gap    |
| --- | ----------------- | -- | --------------------------- | -------- | ------ |
| 1   | Fabio Quartararo  | 20 | Monster Energy Yamaha       | 1'57.794 |        |
| 2   | Jack Miller       | 43 | Prima Pramac Racing Yamaha  | 1'58.103 | +0.309 |
| 3   | Aleix Espargaró   | 41 | Honda HRC Castrol           | 1'58.103 | +0.309 |
| 4   | Ai Ogura          | 79 | Trackhouse Racing           | 1'58.208 | +0.414 |
| 5   | Pol Espargaró     | 44 | Red Bull KTM Factory Racing | 1'58.291 | +0.497 |
| 6   | Fermín Aldeguer   | 54 | Gresini Racing              | 1'58.421 | +0.627 |
| 7   | Álex Rins         | 42 | Monster Energy Yamaha       | 1'58.489 | +0.695 |
| 8   | Miguel Oliveira   | 88 | Prima Pramac Racing Yamaha  | 1'58.526 | +0.732 |
| 9   | Dani Pedrosa      | 26 | Red Bull KTM Factory Racing | 1'59.080 | +1.286 |
| 10  | Michele Pirro     | 51 | Ducati Lenovo Team          | 1'59.508 | +1.714 |
| 11  | Lorenzo Savadori  | 32 | Aprilia Racing              | 1'59.843 | +2.049 |
| 12  | Augusto Fernández | 7  | Yamaha Factory Racing       | 2'00.115 | +2.321 |
| 13  | Somkiat Chantra   | 35 | Idemitsu Honda LCR          | 2'00.550 | +2.756 |

## Test di Sepang

### Formazione piloti
| Team          | 5 febbraio            | 6 febbraio        | 7 febbraio        |
| ------------- | --------------------- | ----------------- | ----------------- |
| Ducati        | Francesco Bagnaia     | Francesco Bagnaia | Francesco Bagnaia |
| Ducati        | Marc Márquez          | Marc Márquez      | Marc Márquez      |
| Ducati        |                       | Michele Pirro     | Michele Pirro     |
| Pramac Racing | Jack Miller           | Jack Miller       | Jack Miller       |
| Pramac Racing | Miguel Oliveira       | Miguel Oliveira   | Miguel Oliveira   |
| Gresini       | Álex Márquez          | Álex Márquez      | Álex Márquez      |
| Gresini       | Fermín Aldeguer       | Fermín Aldeguer   | Fermín Aldeguer   |
| VR46 Racing   | Franco Morbidelli     | Franco Morbidelli | Franco Morbidelli |
| VR46 Racing   | Fabio Di Giannantonio |                   |                   |
| Aprilia       | Jorge Martín          | Lorenzo Savadori  | Lorenzo Savadori  |
| Aprilia       | Marco Bezzecchi       | Marco Bezzecchi   | Marco Bezzecchi   |
| KTM           | Brad Binder           | Brad Binder       | Brad Binder       |
| KTM           | Pedro Acosta          | Pedro Acosta      | Pedro Acosta      |
| Tech 3        | Maverick Viñales      | Maverick Viñales  | Maverick Viñales  |
| Tech 3        | Enea Bastianini       | Enea Bastianini   | Enea Bastianini   |
| Yamaha        | Fabio Quartararo      | Fabio Quartararo  | Fabio Quartararo  |
| Yamaha        | Álex Rins             | Álex Rins         | Álex Rins         |
| Yamaha        | Augusto Fernández     | Augusto Fernández | Andrea Dovizioso  |
| Trackhouse    | Raúl Fernández        | Ai Ogura          | Ai Ogura          |
| Trackhouse    | Ai Ogura              |                   |                   |
| LCR Honda     | Johann Zarco          | Johann Zarco      | Johann Zarco      |
| LCR Honda     | Somkiat Chantra       | Somkiat Chantra   | Somkiat Chantra   |
| Honda         | Luca Marini           | Luca Marini       | Luca Marini       |
| Honda         | Joan Mir              | Joan Mir          | Joan Mir          |

### Resoconto prima giornata
- Meteo: Sereno

#### Risultati[13]
| Pos | Pilota                | Nº | Squadra                      | Tempo    | Gap    | Giri |
| --- | --------------------- | -- | ---------------------------- | -------- | ------ | ---- |
| 1   | Fabio Quartararo      | 20 | Monster Energy Yamaha        | 1'57.555 |        | 54   |
| 2   | Marc Márquez          | 93 | Ducati Lenovo Team           | 1'57.606 | +0.051 | 54   |
| 3   | Álex Márquez          | 73 | Gresini Racing               | 1'57.738 | +0.183 | 53   |
| 4   | Fermín Aldeguer       | 54 | Gresini Racing               | 1'58.035 | +0.480 | 52   |
| 5   | Franco Morbidelli     | 21 | Pertamina Enduro VR46 Racing | 1'58.114 | +0.559 | 56   |
| 6   | Joan Mir              | 36 | Honda HRC Castrol            | 1'58.115 | +0.560 | 54   |
| 7   | Fabio Di Giannantonio | 49 | Pertamina Enduro VR46 Racing | 1'58.265 | +0.710 | 49   |
| 8   | Jack Miller           | 43 | Prima Pramac Racing Yamaha   | 1'58.298 | +0.743 | 63   |
| 9   | Johann Zarco          | 5  | Castrol Honda LCR            | 1'58.332 | +0.777 | 61   |
| 10  | Miguel Oliveira       | 88 | Prima Pramac Racing Yamaha   | 1'58.371 | +0.816 | 60   |
| 11  | Pedro Acosta          | 37 | Red Bull KTM Factory Racing  | 1'58.396 | +0.841 | 50   |
| 12  | Brad Binder           | 33 | Red Bull KTM Factory Racing  | 1'58.507 | +0.952 | 66   |
| 13  | Maverick Viñales      | 12 | Red Bull KTM Tech3           | 1'58.552 | +0.997 | 63   |
| 14  | Álex Rins             | 42 | Monster Energy Yamaha        | 1'58.652 | +1.097 | 41   |
| 15  | Luca Marini           | 10 | Honda HRC Castrol            | 1'58.704 | +1.149 | 60   |
| 16  | Ai Ogura              | 79 | Trackhouse Racing            | 1'58.763 | +1.208 | 58   |
| 17  | Francesco Bagnaia     | 63 | Ducati Lenovo Team           | 1'58.947 | +1.392 | 45   |
| 18  | Marco Bezzecchi       | 72 | Aprilia Racing               | 1'59.207 | +1.652 | 68   |
| 19  | Enea Bastianini       | 23 | Red Bull KTM Tech3           | 1'59.597 | +2.042 | 47   |
| 20  | Augusto Fernández     | 7  | Monster Energy Yamaha        | 1'59.676 | +2.121 | 49   |
| 21  | Somkiat Chantra       | 35 | Idemitsu Honda LCR           | 2'00.299 | +2.744 | 70   |
| 22  | Raúl Fernández        | 25 | Trackhouse Racing            | 2'01.288 | +3.733 | 24   |
| 23  | Jorge Martín          | 1  | Aprilia Racing               | 2'01.321 | +3.766 | 13   |

### Resoconto seconda giornata
- Meteo: Sereno

#### Risultati[14]
| Pos | Pilota            | Nº | Squadra                      | Tempo    | Gap    | Giri |
| --- | ----------------- | -- | ---------------------------- | -------- | ------ | ---- |
| 1   | Franco Morbidelli | 21 | Pertamina Enduro VR46 Racing | 1'57.210 |        | 57   |
| 2   | Fabio Quartararo  | 20 | Monster Energy Yamaha        | 1'57.324 | +0.114 | 47   |
| 3   | Álex Márquez      | 73 | Gresini Racing               | 1'57.340 | +0.130 | 52   |
| 4   | Fermín Aldeguer   | 54 | Gresini Racing               | 1'57.545 | +0.335 | 26   |
| 5   | Francesco Bagnaia | 63 | Ducati Lenovo Team           | 1'57.652 | +0.442 | 42   |
| 6   | Joan Mir          | 36 | Honda HRC Castrol            | 1'57.791 | +0.581 | 51   |
| 7   | Pedro Acosta      | 37 | Red Bull KTM Factory Racing  | 1'57.805 | +0.595 | 44   |
| 8   | Miguel Oliveira   | 88 | Prima Pramac Racing Yamaha   | 1'57.971 | +0.761 | 55   |
| 9   | Marco Bezzecchi   | 72 | Aprilia Racing               | 1'57.995 | +0.785 | 61   |
| 10  | Jack Miller       | 43 | Prima Pramac Racing Yamaha   | 1'58.005 | +0.795 | 54   |
| 11  | Brad Binder       | 33 | Red Bull KTM Factory Racing  | 1'58.132 | +0.922 | 61   |
| 12  | Johann Zarco      | 5  | Castrol Honda LCR            | 1'58.138 | +0.928 | 54   |
| 13  | Álex Rins         | 42 | Monster Energy Yamaha        | 1'58.275 | +1.065 | 60   |
| 14  | Marc Márquez      | 93 | Ducati Lenovo Team           | 1'58.447 | +1.237 | 45   |
| 15  | Luca Marini       | 10 | Honda HRC Castrol            | 1'58.518 | +1.308 | 56   |
| 16  | Maverick Viñales  | 12 | Red Bull KTM Tech3           | 1'58.524 | +1.314 | 61   |
| 17  | Enea Bastianini   | 23 | Red Bull KTM Tech3           | 1'58.532 | +1.322 | 51   |
| 18  | Ai Ogura          | 79 | Trackhouse Racing            | 1'58.611 | +1.401 | 60   |
| 19  | Augusto Fernández | 7  | Monster Energy Yamaha        | 1'58.697 | +1.487 | 37   |
| 20  | Somkiat Chantra   | 35 | Idemitsu Honda LCR           | 1'59.038 | +1.828 | 65   |
| 21  | Michele Pirro     | 51 | Ducati Lenovo Team           | 1'59.406 | +2.196 | 46   |
| 22  | Lorenzo Savadori  | 32 | Aprilia Racing               | 1'59.771 | +2.561 | 51   |

### Resoconto terza giornata
- Meteo: Sereno

#### Risultati[15]
| Pos | Pilota            | Nº | Squadra                      | Tempo    | Gap    | Giri |
| --- | ----------------- | -- | ---------------------------- | -------- | ------ | ---- |
| 1   | Álex Márquez      | 73 | Gresini Racing               | 1'56.493 |        | 50   |
| 2   | Francesco Bagnaia | 63 | Ducati Lenovo Team           | 1'56.500 | +0.007 | 55   |
| 3   | Fabio Quartararo  | 20 | Monster Energy Yamaha        | 1'56.724 | +0.231 | 58   |
| 4   | Franco Morbidelli | 21 | Pertamina Enduro VR46 Racing | 1'56.948 | +0.455 | 41   |
| 5   | Marc Márquez      | 93 | Ducati Lenovo Team           | 1'57.042 | +0.549 | 70   |
| 6   | Pedro Acosta      | 37 | Red Bull KTM Factory Racing  | 1'57.175 | +0.682 | 59   |
| 7   | Johann Zarco      | 5  | Castrol Honda LCR            | 1'57.204 | +0.711 | 64   |
| 8   | Joan Mir          | 36 | Honda HRC Castrol            | 1'57.279 | +0.786 | 55   |
| 9   | Marco Bezzecchi   | 72 | Aprilia Racing               | 1'57.328 | +0.835 | 61   |
| 10  | Álex Rins         | 42 | Monster Energy Yamaha        | 1'57.351 | +0.858 | 53   |
| 11  | Fermín Aldeguer   | 54 | Gresini Racing               | 1'57.401 | +0.908 | 43   |
| 12  | Jack Miller       | 43 | Prima Pramac Racing Yamaha   | 1'57.452 | +0.959 | 27   |
| 13  | Brad Binder       | 33 | Red Bull KTM Factory Racing  | 1'57.614 | +1.121 | 55   |
| 14  | Ai Ogura          | 79 | Trackhouse Racing            | 1'57.754 | +1.261 | 55   |
| 15  | Luca Marini       | 10 | Honda HRC Castrol            | 1'57.789 | +1.296 | 59   |
| 16  | Maverick Viñales  | 12 | Red Bull KTM Tech3           | 1'57.865 | +1.372 | 59   |
| 17  | Miguel Oliveira   | 88 | Prima Pramac Racing Yamaha   | 1'57.960 | +1.467 | 35   |
| 18  | Enea Bastianini   | 23 | Red Bull KTM Tech3           | 1'58.011 | +1.518 | 44   |
| 19  | Somkiat Chantra   | 35 | Idemitsu Honda LCR           | 1'58.129 | +1.636 | 69   |
| 20  | Michele Pirro     | 51 | Ducati Lenovo Team           | 1'59.121 | +2.628 | 54   |
| 21  | Lorenzo Savadori  | 32 | Aprilia Racing               | 1'59.169 | +2.676 | 65   |
| 22  | Andrea Dovizioso  | 4  | Monster Energy Yamaha        | 1'59.929 | +3.436 | 58   |

## Test del Buriram

### Formazione piloti
| Team          | 12 febbraio       | 13 febbraio       |
| ------------- | ----------------- | ----------------- |
| Ducati        | Francesco Bagnaia | Francesco Bagnaia |
| Ducati        | Marc Márquez      | Marc Márquez      |
| Pramac Racing | Jack Miller       | Jack Miller       |
| Pramac Racing | Miguel Oliveira   | Miguel Oliveira   |
| Gresini       | Álex Márquez      | Álex Márquez      |
| Gresini       | Fermín Aldeguer   | Fermín Aldeguer   |
| VR46 Racing   | Franco Morbidelli | Franco Morbidelli |
| Aprilia       | Lorenzo Savadori  | Lorenzo Savadori  |
| Aprilia       | Marco Bezzecchi   | Marco Bezzecchi   |
| KTM           | Brad Binder       | Brad Binder       |
| KTM           | Pedro Acosta      | Pedro Acosta      |
| Tech 3        | Maverick Viñales  | Maverick Viñales  |
| Tech 3        | Enea Bastianini   | Enea Bastianini   |
| Yamaha        | Fabio Quartararo  | Fabio Quartararo  |
| Yamaha        | Álex Rins         | Álex Rins         |
| Trackhouse    | Raúl Fernández    | Raúl Fernández    |
| Trackhouse    | Ai Ogura          | Ai Ogura          |
| LCR Honda     | Johann Zarco      | Johann Zarco      |
| LCR Honda     | Somkiat Chantra   | Somkiat Chantra   |
| Honda         | Luca Marini       | Luca Marini       |
| Honda         | Joan Mir          | Joan Mir          |

### Resoconto prima giornata
- Meteo: Sereno

#### Risultati[16]
| Pos | Pilota            | Nº | Squadra                      | Tempo    | Gap    | Giri |
| --- | ----------------- | -- | ---------------------------- | -------- | ------ | ---- |
| 1   | Marc Márquez      | 93 | Ducati Lenovo Team           | 1'29.184 |        | 75   |
| 2   | Álex Márquez      | 73 | Gresini Racing               | 1'29.649 | +0.465 | 46   |
| 3   | Franco Morbidelli | 21 | Pertamina Enduro VR46 Racing | 1'29.683 | +0.499 | 54   |
| 4   | Marco Bezzecchi   | 72 | Aprilia Racing               | 1'29.794 | +0.610 | 32   |
| 5   | Pedro Acosta      | 37 | Red Bull KTM Factory Racing  | 1'29.904 | +0.720 | 54   |
| 6   | Luca Marini       | 10 | Honda HRC Castrol            | 1'29.928 | +0.744 | 44   |
| 7   | Johann Zarco      | 5  | Castrol Honda LCR            | 1'29.961 | +0.777 | 74   |
| 8   | Francesco Bagnaia | 63 | Ducati Lenovo Team           | 1'30.028 | +0.844 | 53   |
| 9   | Brad Binder       | 33 | Red Bull KTM Factory Racing  | 1'30.041 | +0.857 | 59   |
| 10  | Jack Miller       | 43 | Prima Pramac Racing Yamaha   | 1'30.047 | +0.863 | 75   |
| 11  | Joan Mir          | 36 | Honda HRC Castrol            | 1'30.067 | +0.883 | 56   |
| 12  | Álex Rins         | 42 | Monster Energy Yamaha        | 1'30.206 | +1.022 | 58   |
| 13  | Fabio Quartararo  | 20 | Monster Energy Yamaha        | 1'30.233 | +1.049 | 48   |
| 14  | Fermín Aldeguer   | 54 | Gresini Racing               | 1'30.373 | +1.189 | 53   |
| 15  | Ai Ogura          | 79 | Trackhouse Racing            | 1'30.453 | +1.269 | 65   |
| 16  | Enea Bastianini   | 23 | Red Bull KTM Tech3           | 1'30.461 | +1.277 | 51   |
| 17  | Miguel Oliveira   | 88 | Prima Pramac Racing Yamaha   | 1'30.738 | +1.554 | 65   |
| 18  | Maverick Viñales  | 12 | Red Bull KTM Tech3           | 1'30.827 | +1.643 | 46   |
| 19  | Raúl Fernández    | 25 | Trackhouse Racing            | 1'30.975 | +1.791 | 64   |
| 20  | Somkiat Chantra   | 35 | Idemitsu Honda LCR           | 1'31.208 | +2.024 | 42   |
| 21  | Lorenzo Savadori  | 32 | Aprilia Racing               | 1'31.730 | +2.546 | 48   |

### Resoconto seconda giornata
- Meteo: Sereno

#### Risultati[17]
| Pos | Pilota            | Nº | Squadra                      | Tempo    | Gap    | Giri |
| --- | ----------------- | -- | ---------------------------- | -------- | ------ | ---- |
| 1   | Marc Márquez      | 93 | Ducati Lenovo Team           | 1'28.855 |        | 57   |
| 2   | Álex Márquez      | 73 | Gresini Racing               | 1'29.034 | +0.179 | 23   |
| 3   | Marco Bezzecchi   | 72 | Aprilia Racing               | 1'29.060 | +0.205 | 41   |
| 4   | Pedro Acosta      | 37 | Red Bull KTM Factory Racing  | 1'29.133 | +0.278 | 34   |
| 5   | Francesco Bagnaia | 63 | Ducati Lenovo Team           | 1'29.378 | +0.523 | 63   |
| 6   | Joan Mir          | 36 | Honda HRC Castrol            | 1'29.399 | +0.544 | 42   |
| 7   | Franco Morbidelli | 21 | Pertamina Enduro VR46 Racing | 1'29.454 | +0.599 | 40   |
| 8   | Fabio Quartararo  | 20 | Monster Energy Yamaha        | 1'29.586 | +0.731 | 38   |
| 9   | Maverick Viñales  | 12 | Red Bull KTM Tech3           | 1'29.606 | +0.751 | 44   |
| 10  | Jack Miller       | 43 | Prima Pramac Racing Yamaha   | 1'29.617 | +0.762 | 43   |
| 11  | Ai Ogura          | 79 | Trackhouse Racing            | 1'29.636 | +0.781 | 42   |
| 12  | Brad Binder       | 33 | Red Bull KTM Factory Racing  | 1'29.732 | +0.877 | 56   |
| 13  | Raúl Fernández    | 25 | Trackhouse Racing            | 1'29.732 | +0.877 | 44   |
| 14  | Luca Marini       | 10 | Honda HRC Castrol            | 1'29.783 | +0.928 | 51   |
| 15  | Enea Bastianini   | 23 | Red Bull KTM Tech3           | 1'29.837 | +0.982 | 38   |
| 16  | Johann Zarco      | 5  | Castrol Honda LCR            | 1'29.882 | +1.027 | 20   |
| 17  | Álex Rins         | 42 | Monster Energy Yamaha        | 1'30.062 | +1.207 | 35   |
| 18  | Fermín Aldeguer   | 54 | Gresini Racing               | 1'30.085 | +1.230 | 46   |
| 19  | Miguel Oliveira   | 88 | Prima Pramac Racing Yamaha   | 1'30.089 | +1.234 | 48   |
| 20  | Somkiat Chantra   | 35 | Idemitsu Honda LCR           | 1'30.465 | +1.610 | 52   |
| 21  | Lorenzo Savadori  | 32 | Aprilia Racing               | 1'31.207 | +2.352 | 49   |